# Kiejstut Bereźnicki
Kiejstut Bereźnicki (ur. 21 grudnia 1935 w Poznaniu) – polski malarz, rysownik, profesor Akademii Sztuk Pięknych w Gdańsku.

## Życiorys
Studiował na Wydziale Malarstwa w Państwowej Wyższej Szkole Sztuk Plastycznych w Gdańsku, dyplom uzyskał w 1958 roku w pracowni profesora Stanisława Teisseyre’a. W PWSSP w Gdańsku (od 1996 roku nazwa uczelni: Akademia Sztuk Pięknych) pracuje od 1960 roku, gdzie od 1982 roku prowadzi pracownię dyplomową na Wydziale Malarstwa. Prorektor uczelni w latach 1981–1984. W 1984 roku otrzymał tytuł profesora nadzwyczajnego, a w 1994 roku tytuł profesora zwyczajnego.
Został uwieczniony w roli jednego z apostołów na obrazie Ostatnia Wieczerza Macieja Świeszewskiego.

## Wybrane wystawy

### Wystawy indywidualne do 1996 roku
- 1964 – Galeria EL, Elbląg;
- 1965 – Galeria Sztuki Współczesnej GTPS, Gdańsk
- 1965 – Rysunek, Klub 13 Muz, Szczecin
- 1967 – BWA, Poznań
- 1969 – Dom Związków Twórczych, Opole
- 1969 – PSP – Katowice
- 1971 – BWA Zachęta, Warszawa
- 1971 – BWA, Łódź
- 1976 – Bruksela
- 1976 – BWA, Sopot
- 1976 – BWA, Olsztyn
- 1976 – BWA, Bydgoszcz
- 1977 – BWA, Słupsk
- 1977 – BWA, Toruń
- 1977 – BWA, Grudziądz
- 1977 – BWA, Białystok
- 1978 – IX Salon Marcowy, BWA Nowy Sącz
- 1978 – Galeria w Zakopane
- 1979 – BWA, Sopot
- 1980 – 100 rysunków, BWA, Sopot
- 1981 – 30 rysunków, Radom
- 1981 – Galeria PN, Warszawa
- 1981 – Galeria Grażyny Hasse, Warszawa
- 1983 – BWA, Jelenia Góra
- 1985 – Galeria 72, Chełm
- 1985 – BWA, Gdańsk
- 1985 – BWA, Sopot
- 1988 – Polski Ośrodek Kultury, Sofia
- 1989 – Polski Ośrodek Kultury, Sofia
- 1992 / 1993: Uczty, karnawały w czerniach, sceny i martwe natury pasyjne-malarstwo z lat 1986–1990, BWA Częstochowa, BWA Kraków, BWA Łódź
- 1992 – BWA Olsztyn
- 1992 – BWA Sopot
- 1992 – BWA Wrocław
- 1992 – Muzeum Śląskie, Katowice
- 1993 – BWA Zielona Góra
- 1993 – Malarstwo i rysunek, Muzeum Narodowe, Gdańsk
- 1994 / 1995 – Malarstwo i rysunek, galerie Polskich Ośrodków Kultury w Lipsku, Berlinie, Darmstadt, Wiedniu
- 1995 – BWA Bydgoszcz
- 1995 – BWA Sopot
- 1995 – Galeria Zamek w Reszlu
- 1995 – Obrazy: 1985-1995, Galeria Miejska Arsenał, Poznań[3];
- 1995 – BWA Gorzów Wielkopolski
- 1996 – Państwowa Galeria Sztuki Łódź
- 1996 – BWA Leszno
- 1996 – Państwowa Galeria Sztuki „Tumult”, Toruń
- 1996 – Państwowa Galeria Sztuki, Legnica
- 1996 – Państwowa Galeria Sztuki, Zamek Książąt Pomorskich w Szczecinie

### Wystawy zbiorowe
- 1959 – Salon Jesienny Okręgu Gdańskiego ZPAP, BWA Sopot
- 1960 – Salon Jesienny Okręgu Gdańskiego ZPAP, BWA Sopot
- 1961 – Salon Jesienny Okręgu Gdańskiego ZPAP, BWA Sopot
- 1962 – 10 malarzy, BWA Sopot (nagroda im. Piotra Potworowskiego)
- 1963 – Salon Jesienny Okręgu Gdańskiego ZPAP, BWA Sopot
- 1963 – III Biennale Młodych, Musee d’Art Moderne de la Ville de Paris, Paryż
- 1964 – II Festiwal Polskiego Malarstwa Współczesnego, Zamek Książąt Pomorskich, Szczecin (nagroda)
- 1964 / 1965 – Profile IV-wystawa polskiej sztuki współczesnej, Stadtliche Kunstgalerie Bochum; Kulturhaus Kassel
- 1965 – XX lat PRL w twórczości plastycznej, C BWA Zachęta, Warszawa (nagroda)
- 1965 – Salon Jesienny Okręgu Gdańskiego ZPAP, BWA Sopot (nagroda)
- 1965 – VII Biennale de São Paulo, São Paulo (Brazylia)
- 1965 – I Światowa Wystawa Malarstwa Nieabstrakcyjnego, Galeria Kinokuniya, Tokio
- 1965 – Ogólnopolska wystawa młodego malarstwa, BWA Sopot (I nagroda)
- 1965 – Wystawa darów dla Skopje, Muzej na Sovremena Umetnost, Skopje
- 1965 – Współczesne malarstwo polskie, Muzeum im. Puszkina, Moskwa
- 1965 – Muzeum Narodowego, Sofia; Muzeum Sztuki Współczesnej, Belgrad; Neue Berliner Galerie, Berlin
- 1965 – Porównania, BWA Sopot
- 1966 – Festiwal Sztuk Plastycznych, BWA Sopot
- 1966 – Współczesne malarstwo polskie, Sala Dalles
- 1966 – Wystawa darów dla Skopje, Muzej na Sovremena Umetnost, Skopje
- 1966 – Trzy pokolenia, Dwór Artusa, Gdańsk
- 1967 – Współczesne malarstwo polskie, Sala Uluv, Praga
- 1967 – Musee des Beaux-Arts, Nancy
- 1967 – Porównania, BWA Sopot
- 1967 – Współczesne malarstwo polskie, Galeria Sztuki Współczesnej, Bukareszt
- 1967 – Biennale Sztuk Państw Nadbałtyckich, Kulturhistorisches Museum, Rostock
- 1968 – III Salon Marcowy, BWA, Zakopane
- 1968 – VI Festiwal Sztuk Pięknych, C BWA Zachęta, Warszawa (złoty medal)
- 1968 – Wystawa malarstwa współczesnego 1917-1967, Kunsthalle, Kolonia
- 1968 – Festiwal Polskiego Malarstwa Współczesnego, Zamek Książąt Pomorskich, Szczecin (nagroda)
- 1969 – Współczesne malarstwo i grafika polska 1959-1969, Nationalgalerie, Berlin
- 1969 – Malarstwo plastyków sopockich: Kiejstut Bereźnicki, Jan Góra, Jerzy Zabłocki, BWA, Wrocław
- 1970 – Malarstwo w Polsce Ludowej, Muzeum Narodowe, Warszawa
- 1970 – XXV lat ZPAP-malarsto, grafika, rzeźba, Dwór Artusa, Gdańsk
- 1970 – Festiwal Polskiego Malarstwa Współczesnego, Zamek Książąt Pomorskich, Szczecin
- 1970 – Współczesne malarze polscy, Moskwa
- 1972 – Współczesna sztuka polska, Budapeszt
- 1974 / 1975 – Polska sztuka współczesna, Monton, Lyon, Paryż, Bordeaux
- 1975 – Współczesne polskie malarstwo i grafika z Gdańska, Lipsk
- 1975 – Porównania, BWA Sopot
- 1975 – Wizerunek Kobiety, Sopot (nagroda)
- 1975 – Dortmund
- 1976 – Postawy twórcze w środowisku gdańskim, C BWA Zachęta, Warszawa
- 1976 – Współczesne malarstwo polskie, Lizbona
- 1977 – Współczesna sztuka polska, Ateny
- 1977 – Współczesna sztuka polska, Madryt
- 1978 – Prezentacje 1, XXXI Festiwal Sztuk Współczesnych, Sopot
- 1978 – IV Międzynarodowe Biennale Malarstwa, Koszyce (wyróżnienie)
- 1978 – Opus 78, Kamień Pomorski
- 1978 – Wystawa malarstwa i rzeźby, Wrocław
- 1979 – 35 lat malarstwa w Polsce Ludowej, Muzeum Narodowe, Poznań
- 1979 – Laureaci nagród państwowych i ministra kultury i sztuki przyznawanych w 35-leciu PRL, C BWA Zachęta, Warszawa i BWA Bydgoszcz
- 1979 – 12 malarzy z Gdańska i Sopotu, Locarno
- 1979 – III Triennale Malarstwa i Grafiki, Łódź
- 1979 – Artyści z Gdańska, Aberdeen
- 1979 – Wystawa sztuki polskiej ze zbiorów Muzeum w Szczecinie, Lubeka
- 1979 – Wystawa sztuki polskiej, Lipsk
- 1979 – Wystawa sztuki polskiej, Kopenhaga
- 1979 – III Międzynarodowe Triennale Malarstwa Realistycznego (nagroda), Sofia
- 1979 – Wystawa malarstwa polskiego, Instytut Polski, Paryż
- 1980 – Wystawa malarstwa polskiego-tendencje metaforyczne, Niemcy
- 1980 – Festiwal Polskiego Malarstwa Współczesnego, Zamek Książąt Pomorskich, Szczecin
- 1980 – X Festiwal Polskiego Malarstwa Współczesnego, Szczecin
- 1980 – Artyści z Gdańska, Brema
- 1980 – W kręgu metafory, Polski Instytut Kultury, Londyn
- 1981 – IX Prezentacja Malarzy Krajów Socjalistycznych, Szczecin
- 1982 / 1984 – Malarstwo, Avallon, Paryż, Düsseldorf, Moskwa
- 1984 – Współczesne malarstwo polskie, Ankara, Stambuł
- 1985 – Artyści z Gdańska w Bremie, Brema
- 1985 – Współczesne malarstwo polskie, Houston
- 1986 – I Ogólnopolska Wystawa ZPAMiG, C BWA Zachęta, Warszawa
- 1986 – Współczesne malarstwo polskie, Galerie am Weidendamm, Berlin
- 1986 – 40 Jubileuszowa Ogólnopolska Wystawa Plastyki, Muzeum Sztuki Współczesnej, Radom
- 1988 – Międzynarodowe Targi Sztuki „Interart”, Poznań
- 1988 – Międzynarodowe Targi Sztuki, Kolonia
- 1988 – Galeriada, BWA, Sopot
- 1988 – Polskie malarstwo po 1945 ze zbiorów Muzeum Okręgowego w Bydgoszczy, Galerie der Stadt Esslingen; Kunsthalle Wilhelmshaven
- 1988 – Polskie malarstwo współczesne, wizja i rzeczywistość, Brema
- 1992 – 10 lat później, Muzeum Sztuki Współczesnej, Radom
- 1994 – Ex Cathedra? Artyści Plastycy Olsztyńskiej WSP, BWA Olsztyn
- 1995 – Artyści polscy – rysunek i grafika, Muzeum Historii Miasta Gdańska
- 2002 – Wizja lokalna.Pokolenia, Galeria Nowa Oficyna, Gdańsk[4]

Prace artysty znajdują się w zbiorach:
- Muzeum Narodowym w Warszawie
- Muzeum Narodowym w Krakowie
- Muzeum Narodowym w Gdańsku
- Muzeum Narodowym w Poznaniu
- Muzeum Narodowym we Wrocławiu
- Muzeum Narodowym w Szczecinie
- Muzeum w Grudziądzu
- Muzeum Okręgowym w Chorzowie
- Muzeum Okręgowym w Opolu
- Muzeum Okręgowym w Olsztynie
- Muzeum Okręgowym w Słupsku
- Muzeum Okręgowym w Toruniu
- Muzeum Okręgowym w Bydgoszczy
- BWA w Sopocie
- BWA w Bydgoszczy
- Musee National d’Art Moderne de la Ville de Paris
- Stadtlische Kunstgalerie w Bochum
- Muzej na Sovremena Umetnost w Skopje
- Muzeum Bordeaux, Sofii
- Muzeum w Lęborku

a także w zbiorach prywatnych w kraju i za granicą: m.in. w Brazylii, Francji, Niemczech, Szwajcarii i Szwecji.

## Ordery i odznaczenia
- Krzyż Kawalerski Orderu Odrodzenia Polski (1985)
- Złoty Krzyż Zasługi (1969)
- Złoty Medal „Zasłużony Kulturze Gloria Artis” (2015)[5]
- Srebrny Medal „Zasłużony Kulturze Gloria Artis” (2008)[5]
- Odznaka honorowa „Zasłużonym Ziemi Gdańskiej” (1972)

## Nagrody i wyróżnienia
- 1962 – Nagroda im. Piotra Potworowskiego
- 1965 – Nagroda Wojewódzkiej Rady Narodowej w Szczecinie,
- 1965 – Nagroda Wojewódzkiej Rady Narodowej w Gdańsku
- 1968 – Nagroda Wojewódzkiej Rady Narodowej we Wrocławiu
- 1968 – „Order Stańczyka”, nagroda miesięcznika „Litery”
- 1970 – Nagroda Rektora PWSSP w Gdańsku
- 1971 – Nagroda Rektora PWSSP w Gdańsku
- 1971 – Nagroda Ministra Kultury i Sztuki III stopnia
- 1977 – Nagroda Ministra Kultury i Sztuki II stopnia
- 1979 – Nagroda Wojewody Gdańskiego
- 1980 – Nagroda Rektora PWSSP w Gdańsku
- 1985 – Nagroda Ministra Kultury i Sztuki I stopnia
- 1991 – Nagroda Ministra Kultury i Sztuki I stopnia
- 1992 – Nagroda Gdańskiego Towarzystwa Przyjaciół Sztuki
- 1993 – „Sopocka Muza”, Nagroda Prezydenta Miasta Sopotu
- 2003 – Nagroda im. Kazimierza Ostrowskiego, przyznawana przez Zarząd Okręgu Gdańskiego ZPAP
- 2008 – Nagroda Prezydenta Miasta Gdańska w Dziedzinie Kultury z okazji jubileuszu 50-lecia pracy artystycznej[6]
- 2015 – Nagroda Prezydenta Miasta Gdańska w Dziedzinie Kultury za całokształt pracy artystycznej, za sztukę figuratywną zakorzenioną w europejskiej tradycji oraz z okazji 80. urodzin[7]